# Germani
El germani és l'element químic de símbol Ge i nombre atòmic 32. És un semimetall dur, fràgil, lluent i de color blanc grisenc que pertany al grup del carboni. Les seves propietats químiques són semblants a les del silici i l'estany, els seus veïns en aquest grup.
Pertany al 4t període. La seva configuració electrònica és [Ar] 3d¹⁰ 4s² 4p². És un sòlid gris metàl·lic, és dur i fràgil i cristal·litza en el sistema cristal·lí cúbic. És considerat un semimetall. Fou descobert el 1886 a l'argirodita per Clemens A. Winkler després d'haver estat predita la seva existència i propietats per Dmitri Mendeléiev el 1869. És molt estable a la temperatura ambient, resisteix bé l'acció dels àcids i de les bases, i l'àcid sulfúric a 100 °C el dissol a poc a poc. Les seves propietats elèctriques són de semiconductor. És emprat en la fabricació de díodes, de transistors i d'altres dispositius electrònics.

## Història

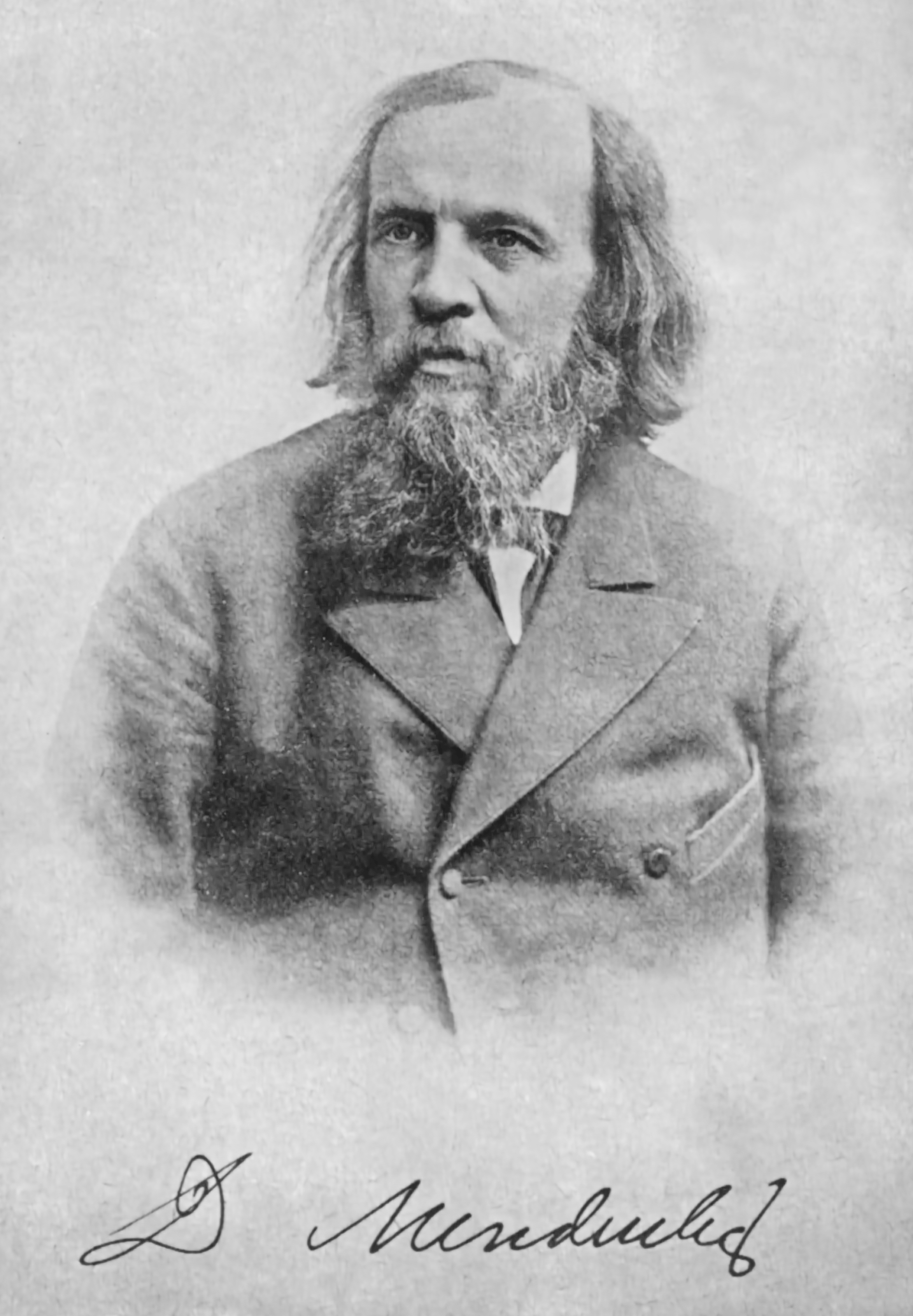
Dmitri Mendeléiev cap al 1887.

El químic rus Dmitri Mendeléiev (1834-1907) quan el 1869 ordenà els elements coneguts en la seva taula periòdica observà que existien uns buits i suposà que corresponien a elements desconeguts. Els anomenà a partir dels elements situats damunt els buits amb el prefix eka, que és el mot del sànscrit, llengua clàssica de l'Índia, per al número «u». Per tant, Mendeléiev, predigué l'existència de l'eka-bor, l'eka-alumini, l'eka-manganès i l'eka-silici.
D'aquests, la predicció més precisa fou, amb diferència, l'eka-silici, que ocupava la casella que ara correspon al germani. Mendeléiev calculà, a partir de les propietats dels seus veïns, que tendria una massa atòmica de 72, la seva densitat 5,5 g/cm³, calor específica 0,31 J/kg·K, punt de fusió alt, l'òxid tendria la fórmula {\displaystyle {\ce {RO2}}} de densitat 4,7 g/cm³, el clorur {\displaystyle {\ce {RCl4}}} amb punt d'ebullició 100 °C i que seria de color gris fosc, entre d'altres.
Disset anys més tard, el 1886, el químic alemany Clemens Alexander Winkler (1838-1904) aïllà l'eka-silici d'un mineral recentment descobert anomenat argirodita, trobat en la mina dʼargent de Himmelfurst, a prop de la seva ciutat natal de Friburg a Saxònia. En analitzar les propietats sorprenentment coincidiren completament amb totes les previsions que havia fet Mendeléiev.
| Propietat                        | Ekasilici        | Germani            |
| -------------------------------- | ---------------- | ------------------ |
|                                  | (Predites, 1871) | (Observades, 1886) |
| Massa atòmica                    | 72               | 72,59              |
| Densitat (g/cm³)                 | 5,5              | 5,35               |
| Calor específica (J/kg·K)        | 0,31             | 0,32               |
| Punt de fusió (°C)               | alt              | 960                |
| Fórmula de l'òxid                | RO₂              | GeO₂               |
| Fórmula del clorur               | RCl₄             | GeCl₄              |
| Densitat de l'òxid (g/cm³)       | 4,7              | 4,70               |
| Punt d'ebullició del clorur (°C) | 100              | 86                 |
| Color                            | gris             | gris               |

Winkler proposà inicialment el nom de «neptuni», com el planeta Neptú descobert el 1846. Però el 1877, un company químic anomenat Hermann havia trobat una substància en el mineral tantalita que creia que era un nou element metàl·lic. Hermann ja havia anomenat «neptuni» al nou element, però després es demostrà que era un error. No hi havia cap element nou en la tantalita. Desconeixent aquest error, Winkler decidí batejar el seu nou element amb el nom llatí del seu país, Germania, símbol Ge. En aquella època, Alemanya era encara una nació relativament nova, unificada a la guerra francoprussiana del 1871.

## Abundància i obtenció

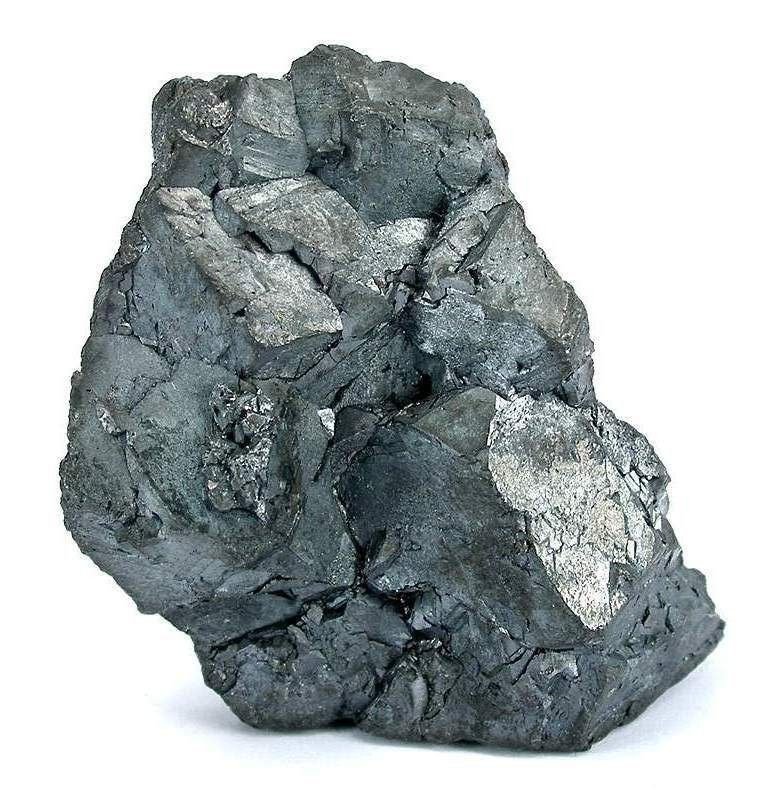
Argirodita Ag8GeS6.

La concentració mitjana del germani a l'escorça terrestre és de 2 ppm (mg/kg), ocupant la posició 52 quant a abundància dels elements. A l'aigua de la mar la concentració mitjana és molt baixa, 0,5 ppt (ng/kg), major en el Pacífic que a l'Atlàntic. A l'atmosfera no se'n detecta.
S'han identificat trenta minerals que contenen germani. Els que contenen més d'un 25 % de germani són: argutita (69,41 %), eyselita (53,91 %), otjisumeïta (45,27 %), bartelkeïta (35,78 %) i stottita (31,50 %).
El 2020 els principals productors de germani foren la Xina amb 86 000 kg, extrets de mines de la província de Yunnan, i Rússia amb 5 000 kg. La producció total fou d'unes 130 tones.

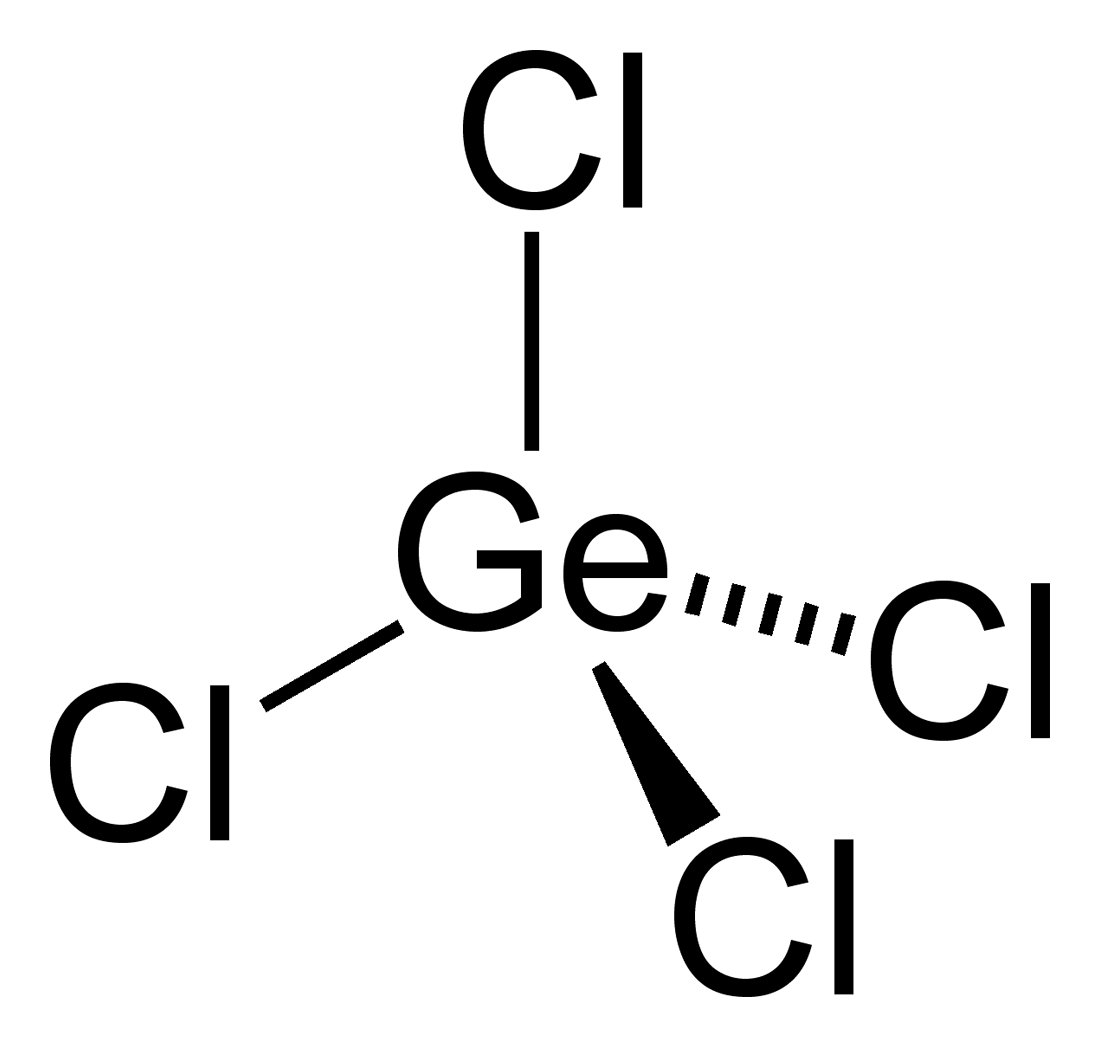
Tetraclorur de germani GeCl4

Majoritàriament el germani s'obté com a subproducte en l'obtenció del zinc o de processos de combustió de carbó. Primerament s'aïlla fent-lo reaccionar amb clor per formar el tetraclorur de germani {\displaystyle {\ce {GeCl4}}}, líquid volàtil que bull a 86 °C. Després es transforma en òxid de germani(IV) {\displaystyle {\ce {GeO2}}}. Amb puresa del 99,99%, per a usos electrònics s'obté per refinat per mitjà de fusió per zones resultant cristalls de 25 a 35 mm usats en transistors i díodes; amb aquesta tècnica les impureses es poden reduir fins a 0,0001 ppm.

## Característiques principals

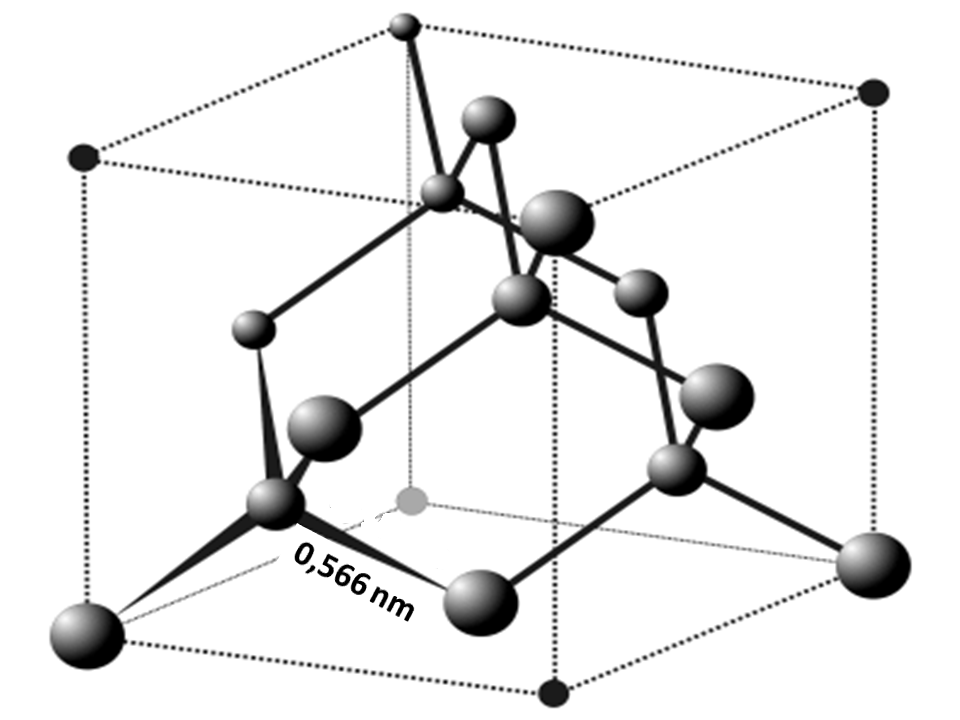
Estructura cristal·lina del germani.

### Propietats físiques
El germani és un sòlid dur, cristal·lí, de color blanc grisenc llustrós, que conserva la brillantor a temperatures ordinàries. La seva densitat és de 5,323 g/m³, un punt de fusió 938,25 °C i el punt d'ebullició 2 833 °C. Presenta la mateixa estructura cristal·lina que el diamant i resisteix als àcids i àlcalis.

El germani és un important material semiconductor utilitzat en transistors i fotodetectors. A diferència de la majoria de semiconductors, el germani té una petita banda prohibida o band gap (0,66 eV) pel que respon de forma eficaç a la radiació infraroja i pot usar-se en amplificadors de baixa intensitat.

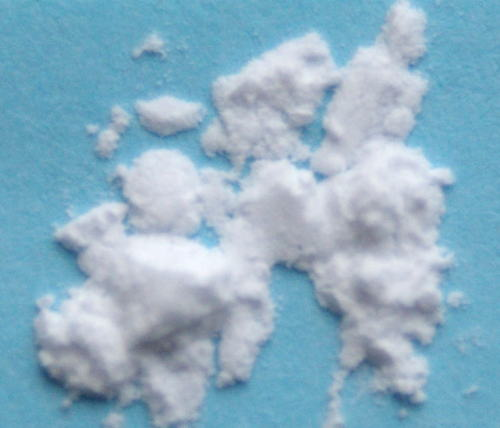
Òxid de germani(IV) GeO2.

### Propietats químiques
La superfície del germani està protegida per una capa molt fina de diòxid de germani o òxid de germani(IV) {\displaystyle {\ce {GeO2}}}. És més reactiu que el silici, que es troba immediatament per sobre del germani a la taula periòdica, però no gaire. Si s'escalfa fort, el germani reacciona amb l'oxigen de l'aire per formar el diòxid de germani.{\displaystyle {\ce {Ge(s) + O2(g) -> GeO2(s)}}}

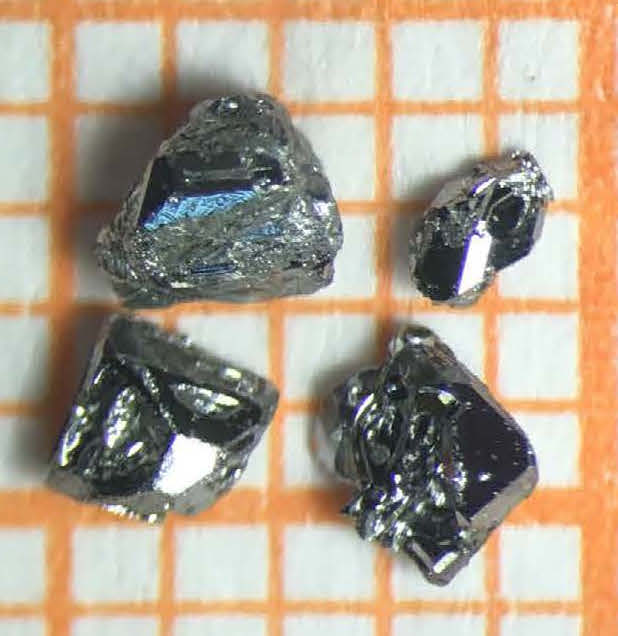
Cristalls de Cr11Ge19

El germani és més reactiu que el silici i la química del seu estat d'oxidació 2+ està millor desenvolupada: es coneixen sòlids binaris com fluorur de germani(II) {\displaystyle {\ce {GeF2}}} i clorur de germani(II) {\displaystyle {\ce {GeCl2}}}, a més dels tetrahalurs ({\displaystyle {\ce {GeF4}}}, {\displaystyle {\ce {GeCl4}}}). També existeix el monòxid de germani {\displaystyle {\ce {GeO}}} (un sòlid marró fosc), tot i que el diòxid, {\displaystyle {\ce {GeO2}}}, és més estable. El diòxid de germani té àtoms de germani coordinats octaèdricament; la fase de quars coordinada tetraèdricament és estable només a alta temperatura, tot i que existeix en estat metaestable condicions ambientals. Això contrasta amb {\displaystyle {\ce {SiO2}}}: el compost isoestructural coordinat octaèdricament corresponent amb la forma mineral rútil {\displaystyle {\ce {TiO2}}}, només es prepara a alta pressió (> 90 000 atmosferes). El tractament a alta pressió del nitrur de germani, {\displaystyle {\ce {Ge3N4}}}, dona (igual que amb el tractament similar del nitrur de silici) una nova forma d'alta densitat amb la mateixa estructura que l'espinela {\displaystyle {\ce {MgAl2O4}}}, que conté grups coordinats octaèdricament {\displaystyle {\ce {GeN6}}}.
Igual que el silici, el germani forma fases de Zintl amb metalls electropositius (per exemple, {\displaystyle {\ce {KGe}}}, {\displaystyle {\ce {BaGe2}}}) que contenen polianions inusuals amb Ge en estats d'oxidació negatius i "clatrats semiconductors" (per exemple, {\displaystyle {\ce {Na8Ge44}}}; {\displaystyle {\ce {Na16Cs8Ge136}}}) amb estructures de marc obert construïdes a partir d'àtoms de Ge en coordinació tetraèdrica que és anàloga estructuralment amb clatrats de gel i amb àtoms d'elements alcalins o alcalinoterris que ocupen «gàbies» a l'estructura.

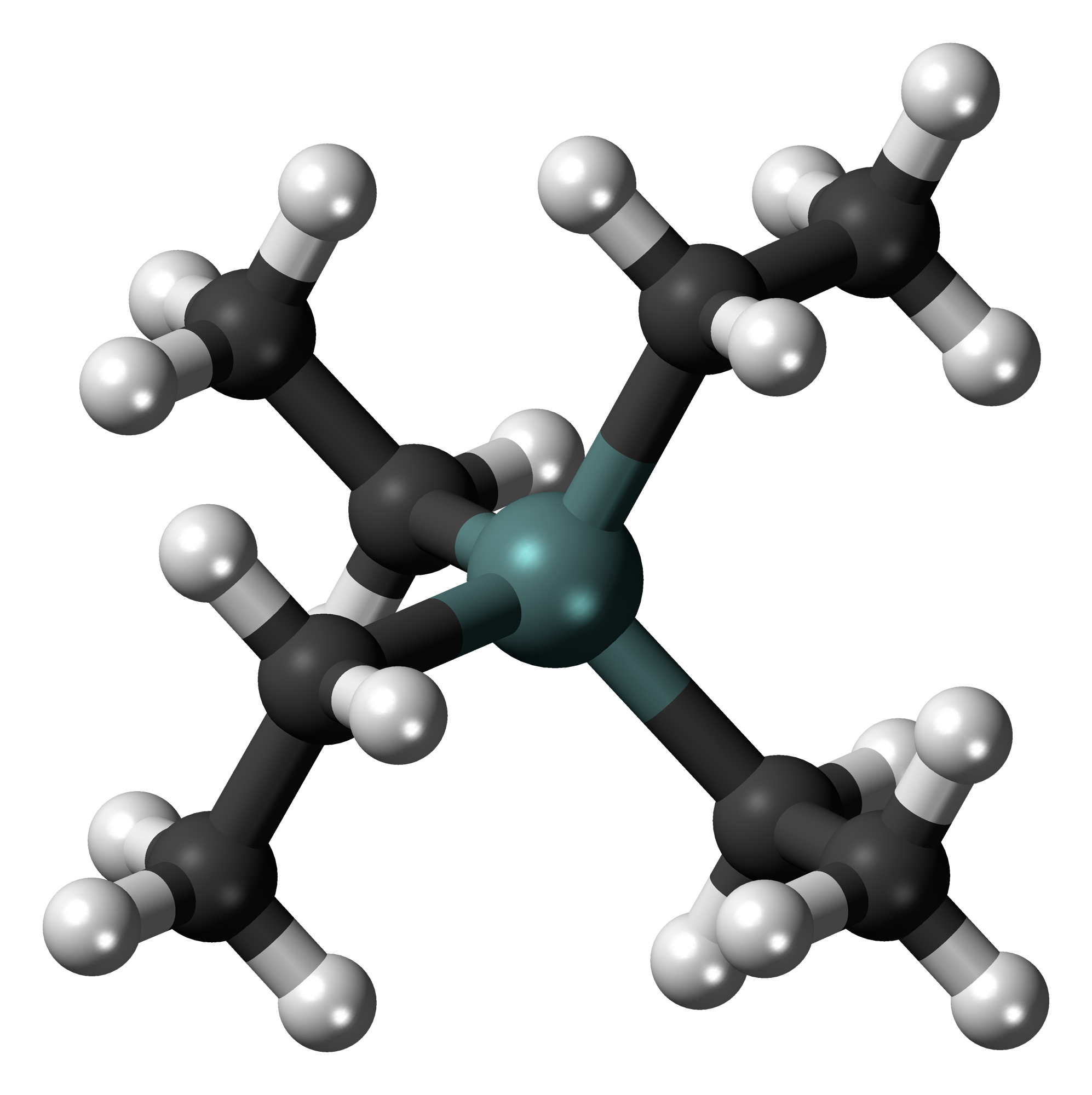
Tetraetilgermani (CH3CH2)4Ge, un organogermani.

El germani forma complexos de coordinació reaccionant amb nombrosos elements com l'oxigen, el nitrogen, l'hidrogen i el fòsfor com a part de diversos compostos orgànics. El germani es coordina amb aquests elements mitjançant enllaços simples, dobles i triples. Curiosament, totes aquestes reaccions es produeixen a temperatura ambient generalment en tetrahidrofurà al buit. El germani també pot reaccionar directament amb nitrogen primari i secundari en presència d'una base adequada, mentre que amb nitrogen terciari pot reaccionar directament fins i tot en absència d'una base. Són importants, també, els composts d'organogermani, compostos que contenen enllaços carboni-germani.

## Isòtops
A la natura hom troba cinc isòtops del germani. El més abundant és el germani 74, amb un 36,5 %, seguit pel germani 71 (27,45 %), el germani 70 (20,57 %), el germani 73 (7,75 %) i el germani 76 (7,73 %). Altres trenta-quatre, comptant isòmers, han estat observats en reaccions nuclears artificials i tots són inestables i es desintegren, generalment per emissió de radiació beta. Els seus nombres màssics van de 58 a 90. Alguns d'ells són fragments de la fissió de l'urani 235, en concret els de nombres màssics del 76 al 87, excepte el 79.

## Aplicacions

### Indústria òptica

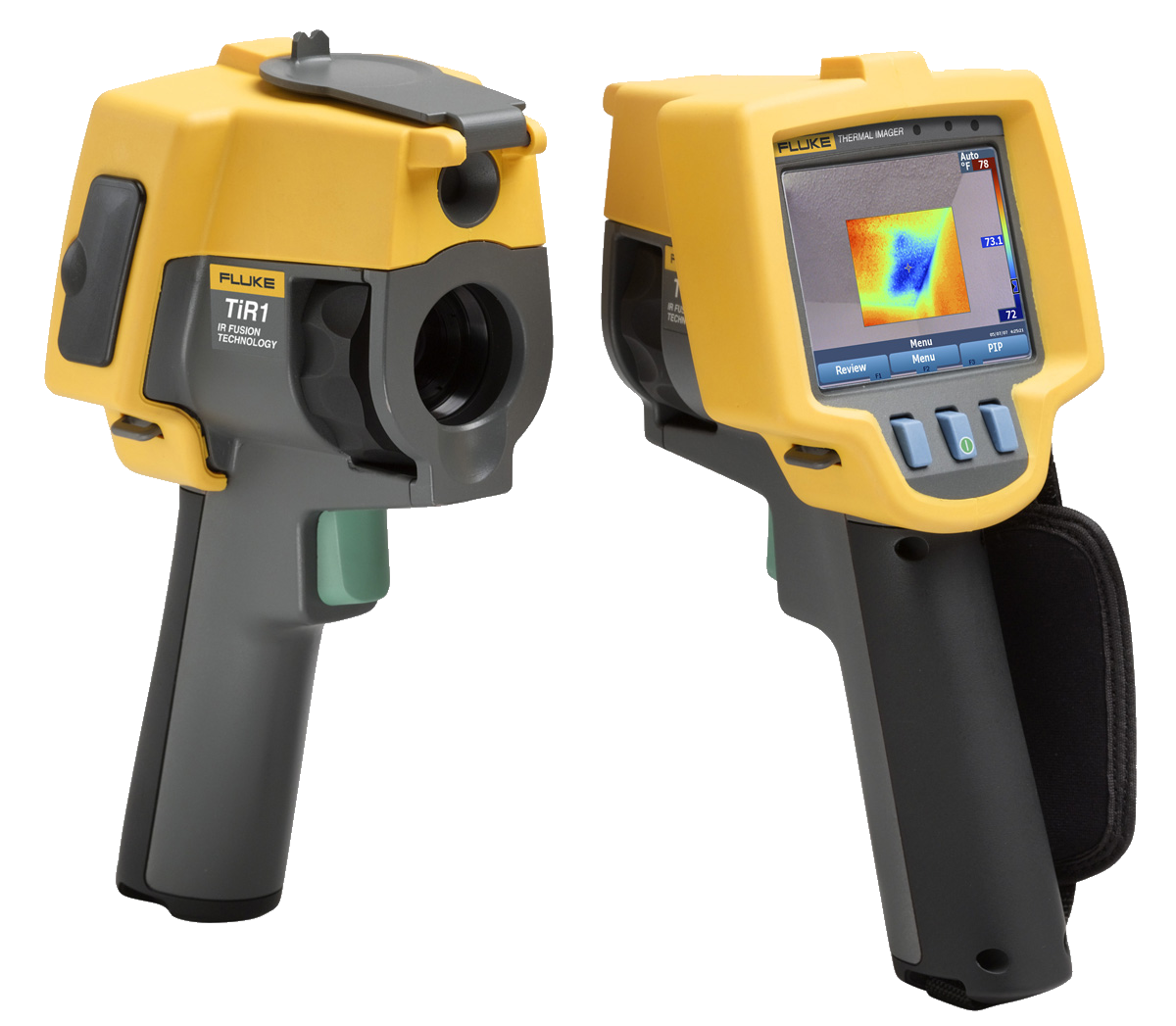
Càmera tèrmica.

L'òxid de germani {\displaystyle {\ce {GeO2}}}té un alt índex de refracció (n = 1,61) i una dispersió òptica baixa, característiques que el fan útil en la fabricació d'òptiques de gran angle en càmeres fotogràfiques, microscopis i en làsers. El tetraclorur de germani {\displaystyle {\ce {GeCl4}}} s'utilitza per fabricar cables de fibra òptica. El germani s'afegeix al nucli de vidre de diòxid de silici {\displaystyle {\ce {SiO2}}} pur del cable de fibra òptica per augmentar el seu índex de refracció i minimitzar la pèrdua de senyal a llargues distàncies. La demanda mundial de cable de fibra òptica ha augmentat significativament en els darrers anys, ja que els avenços tecnològics han requerit un augment cada cop més gran amplada de banda per transmetre i rebre dades. Al voltant del 30 % que s'empra al món es destina a la fabricació de fibra òptica.

El germani metàl·lic pur, en forma de discos col·locats dins l'òptica, es fa servir en equips de visió nocturna, ja que és transparent als raigs infrarojos (índex de refracció n ~ 4) i és útil en càmeres tèrmiques per a detectar punts calents als boscos, en instal·lacions elèctriques... o la febre d'una persona. A aquesta aplicació s'hi destina aproximadament una quarta part de la producció mundial.

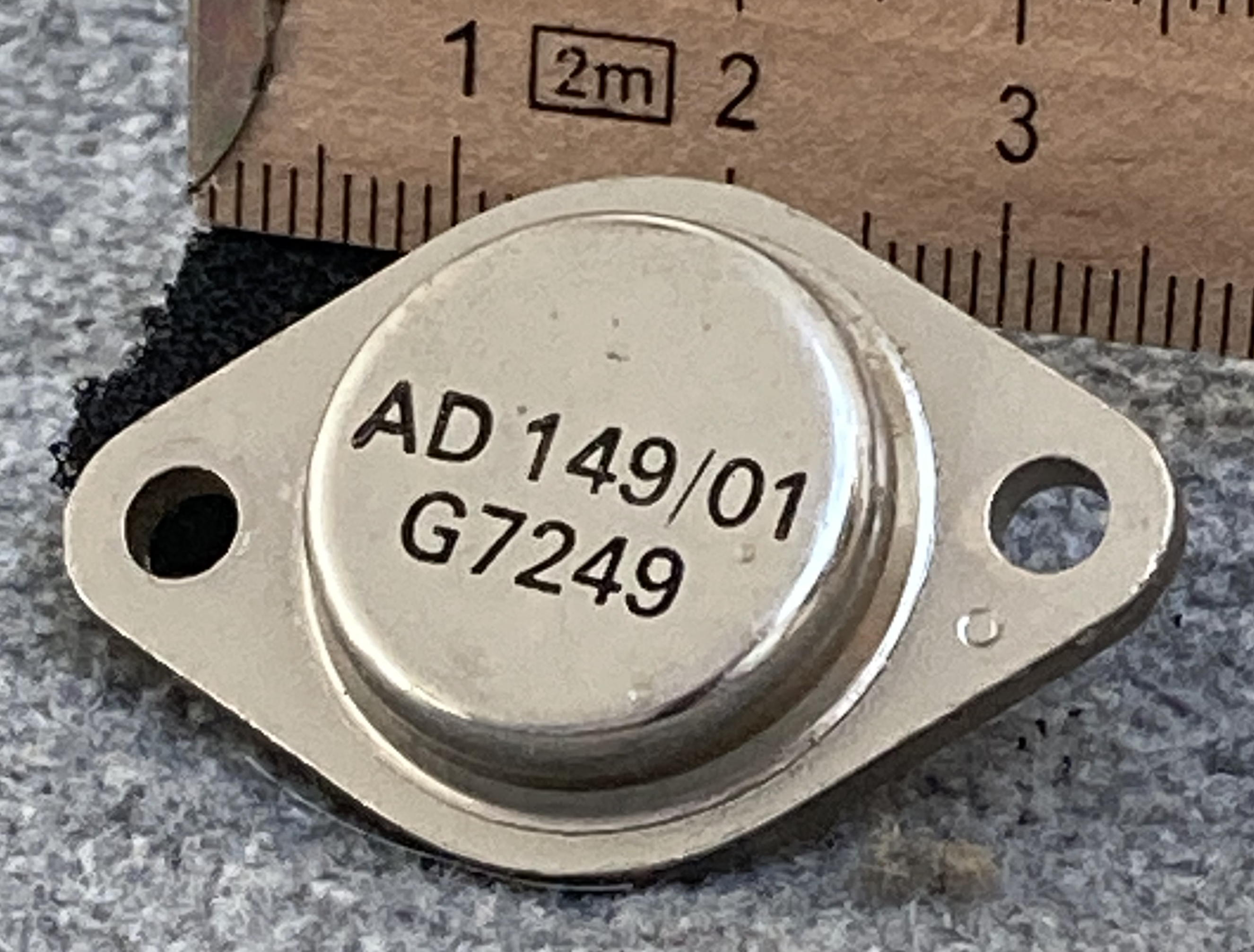
Transistor de germani.

### Indústria electrònica i il·luminació
El germani és un material semiconductor que s'empra amb el silici en circuits integrats d'alta velocitat, i substitueix l'arsenur de gal·li {\displaystyle {\ce {GaAs}}} en dispositius de comunicació sense fils. Encara es fa servir el germani en els díodes per a transformar el corrent altern en continu i en els transistors, tot i que es substitueix cada cop més pel silici.

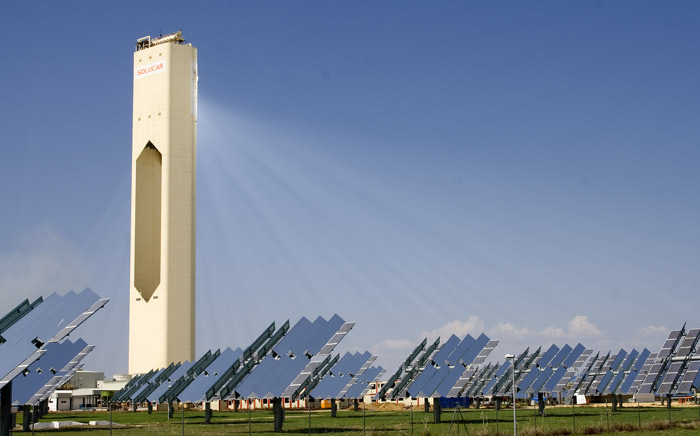
Central solar per concentració a Sevilla.

Les instal·lacions solars fotovoltaiques terrestres podrien augmentar el consum de germani. Les centrals solars fotovoltaiques que utilitzen tecnologia concentradora, composta per lents o miralls que concentren la llum solar directa sobre cèl·lules solars multijunció basades en germani, han sorgit com a fonts viables per a la generació d'energia renovable a gran escala. Els substrats de germani també s'utilitzen en díodes emissors de llum d'alta brillantor (LED) per a la retroil·luminació televisors amb pantalla de cristall líquid i en els fars del vehicle i llums posteriors. Al voltant del 15 % del germani produït al mon anualment es destina a aquestes aplicacions.
El tel·lurur de germani i antimoni {\displaystyle {\ce {GeSbTe}}} és utilitzat en la producció de les capes de gravació de discos Blu-ray regravables.

### Petroquímica

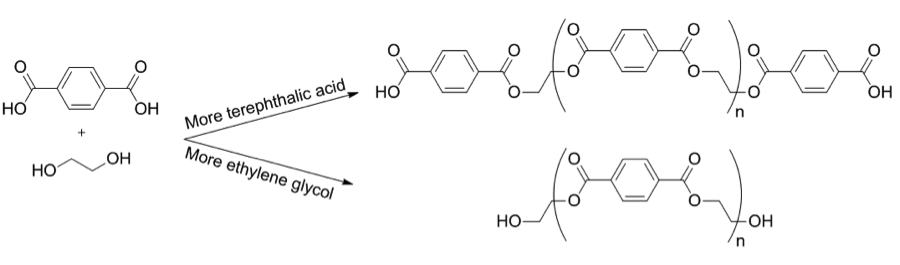
Síntesi per polimerització del PET.

L'òxid de germani(IV) {\displaystyle {\ce {GeO2}}} és emprat en els catalitzadors per a la reacció de polimerització en la producció del politereftalat d'etilè o PET. S'hi destina al voltant de'una quarta part de la producció mundial.

### Medicina

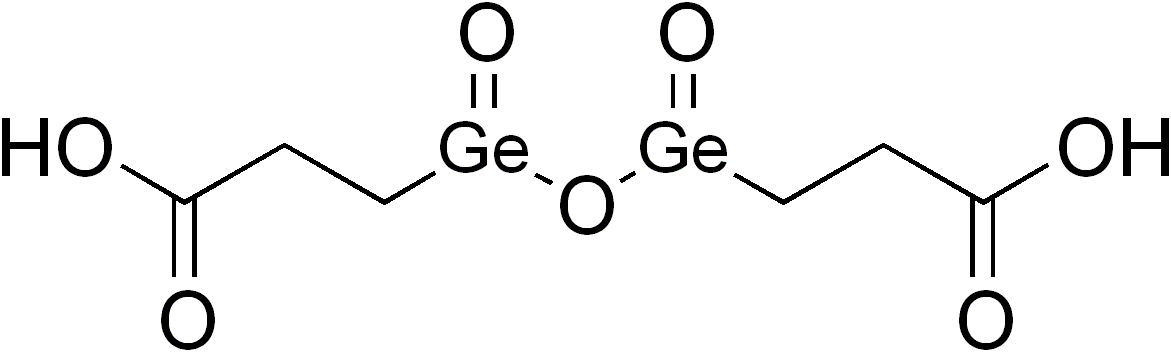
Estructura molecular del Ge-132.

Alguns composts d'organogermani has estat estudiats com a fàrmac. Destaca el Ge-132 i la seva seguretat ha estat confirmada per diversos estudis toxicològics. El Ge-132 s'ha utilitzat recentment com a ingredient en alguns aliments i cosmètics al Japó i com a complement alimentari als Estats Units d'Amèrica. Té propietats inmunoestimuladores d'induir interferó-γ i activar cèl·lules assassines naturals i macròfags i aquests efectes donen lloc a la supressió de tumors. També s'ha comprovat que el Ge-132 alleuja el dolor del càncer i permet reduir l'ús de morfina com a analgèsic. A més un monòmer hidrolític del Ge-132 {\displaystyle {\ce {(HO)3Ge-CH2-CH2-COOH}}} interactua amb alguns compostos biològics de cis-diol, com l'adrenalina, l'ATP i els àcids nucleics. També exerceix un efecte curatiu sobre les lesions per cremades i pot ser beneficiós per al control del dolor en pacients amb aquestes malalties. Així mateix millora l'activitat dels osteoblasts i prevenció de la descomposició minerals en persones grans amb osteoporosi i diversos efectes immunològics, com ara com a modificador de la resposta biològica. Tanmateix s'ha fet un ús abusiu com a complement alimentari per a tractaments alternatius d'al·lèrgia, asma, artritis, cancer o sida.

## Toxicitat
El germani s'ha associat amb diversos efectes secundaris, alguns dels quals són molt greus. El germani pot descompondre el teixit renal i provocar danys renals. En alguns casos, el germani pot fins i tot causar insuficiència renal crònica i la mort. A causa d'aquests riscos, la majoria de metges recomanen evitar suplements que en continguin.